# Johan A. Vikan
Johan A. Vikan est né le 20 avril 1912 à  Stjørdal et mort le 16 juillet 1997 est un homme politique norvégien du Parti du Centre.
Il est élu au Parlement norvégien du Nord-Trøndelag en 1969 et est réélu une fois.
Au niveau local, il est maire de Stjørdal de 1951 à 1955 et de 1959 à 1966. Il est également maire du comté de Nord-Trøndelag de 1962 à 1966.
En dehors de la politique, il travaille dans l'agriculture. Dans l'Association agraire norvégien, il est membre du conseil d'administration à partir de 1958, il est vice-président de 1959 à 1963 et président de 1966 à 1969.